# Єніна Віра Михайлівна
Віра Михайлівна Є́ніна (нар. 2 травня 1906, Новотроїцьке — пом. 26 листопада 1977, Київ) — українська письменниця, поетеса, графік, інженер-поліграфіст, перекладач, член Спілки письменників СРСР з 1952 рокую Дружина поета Миколи Шеремета.

## Біографія
Народилася 19 квітня [2 травня] 1906 року в селі Новотроїцькому (нині Бердянський район Запорізької області, Україна) в сім'ї вчителя. Навчалась в Бердянському педтехнікумі, була вихователькою в дитячих будинках та дитколонії. Проягом 1924—1929 років навчалася у Київському художньому інституті, який закінчила з дипломом художника-графіка та інженера-поліграфіста. Працювала у видавництвах Харкова і Києва, на радіостанції імені Тараса Шевченка.
Учасниця радянсько-німецької війни, була медсестрою, виїздила з бригадами письменників і художників на фронт. Нагороджена медаллю «За перемогу над Німеччиною» (січень 1946). Член КПРС з 1958 року.

Могила Віри Єніної.

Померла в Києві 26 листопада 1977 року. Похована в Києві на Байковому кладовищі.

## Творчість

### Графіка
Виконала:
- портрети українських письменників Миколи Бажана, Юрія Гундича, Євгена Долматовського, Марії Пригари, Варвари Чередниченко, Василя Козаченка, Петра Панча, Максима Рильського, Володимира Сосюри, Павла Тичини та інших;
- пейзажі Саратова, Києва, Харкова, Карпат і Криму.

Мала дві персональні виставки в Будинку літераторів Спілки письменників УРСР. Найкращі її малярські твори експонуються в Київському геологічному музеї.

## Вшанування
Ім'я Віри Єніної присвоєно одній з бібліотек міста Бердянська.